# Oued El Hamiz
L'oued El Hamiz est un cours d'eau qui prend naissance dans le Tell près de Deux Bassins, après une vingtaine de kilomètres est régulé via le barrage du Hamiz[réf. souhaitée] et se jette dans la Méditerranée à Bordj El Bahri.